# Rio Branco (vattendrag i Brasilien, Mato Grosso, lat -9,62, long -60,55)
Rio Branco är ett vattendrag i Brasilien.   Det ligger i delstaten Mato Grosso, i den centrala delen av landet, 1 500 km nordväst om huvudstaden Brasília.
I omgivningarna runt Rio Branco växer i huvudsak städsegrön lövskog. Trakten runt Rio Branco är nära nog obefolkad, med mindre än två invånare per kvadratkilometer.